# Källenässjön
Källenässjön är en sjö i Jönköpings kommun i Småland och ingår i Nissans huvudavrinningsområde. Sjön är 5 meter djup, har en yta på 0,206 kvadratkilometer och är belägen 218 meter över havet. Sjön avvattnas av vattendraget Kattån. Vid provfiske har abborre, gädda, mört och sutare fångats i sjön.

## Delavrinningsområde
Källenässjön ingår i det delavrinningsområde (639703-138352) som SMHI kallar för Mynnar i Nissan. Medelhöjden är 253 meter över havet och ytan är 37,15 kvadratkilometer. Det finns inga delavrinningsområden uppströms utan avrinningsområdet är högsta punkten. Lillån som avvattnar avrinningsområdet har biflödesordning 2, vilket innebär att vattnet flödar genom totalt 2 vattendrag innan det når havet efter 178 kilometer. Delavrinningsområdet består mestadels av skog (70 procent) och sankmarker (11 procent). Avrinningsområdet har 1,06 kvadratkilometer vattenytor vilket ger avrinningsområdet en sjöprocent på 2,9 procent.